# Ernest Nys

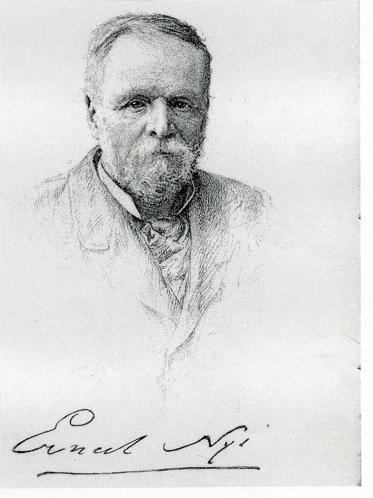
Ernest Nys

Ernest Nys (* 27. März 1851 in Kortrijk; † 4. September 1920 in Brüssel) war ein belgischer Jurist, der als Professor für Völkerrecht an der Universität Brüssel wirkte. Darüber hinaus fungierte er als Mitglied des Ständigen Schiedshofs.

## Leben
Ernest Nys wurde 1851 in Kortrijk geboren und studierte Rechtswissenschaften an der Universität Gent. 1874 promovierte er und setzte anschließend seine Studien in Heidelberg, Leipzig sowie Berlin fort. Von 1876 an wirkte er als Anwalt in Antwerpen und Brüssel. Als 1878 eine liberale Regierung an die Macht kam, wurde Nys Direktor des Ministerbüros im Justizministerium. 1882 erhielt er ein Richteramt am Gericht erster Instanz in Antwerpen. Im Jahr darauf wechselte er an das Gericht erster Instanz in Brüssel. Im Jahr 1898 wurde er dessen Vizepräsident. 1903 wechselte er als Richter an den Appellationsgerichtshof, als dessen Präsident er im Jahr 1920 nur noch kurz fungierte.
Von 1885 an ging Nys einer Lehrtätigkeit an der Universität Brüssel nach. Im Jahr 1898 wurde er dort Nachfolger von Alphonse Rivier als Professor für Völkerrecht. An deren juristischer Fakultät wirkte er von 1898 bis 1900 als Dekan. Darüber hinaus war er Mitglied des Ständigen Schiedshofs in Den Haag.
Während der Deutschen Besetzung Belgiens im Ersten Weltkrieg wendete er sich mit juristischen Veröffentlichungen gegen nahezu alle Verordnungen und Maßnahmen der Besatzungsbehörden. Nys starb 1920 in Brüssel.

## Wirken
Ernest Nys interessierte sich insbesondere für die historische Entwicklung des Völkerrechts und übersetzte unter anderem Werke der englischen Rechtswissenschaftler James Lorimer und John Westlake. Er gilt als erster Historiker des Völkerrechts, das sich zu seinen Lebenszeiten zunehmend als eigenständige Rechtsdisziplin etablierte. Darüber hinaus fungierte er als Mitherausgeber der von seinem Landsmann Gustave Rolin-Jaequemyns im Jahr 1868 mitbegründeten Revue de Droit International et de Legislation Comparée (Zeitschrift für internationales Recht und vergleichende Rechtswissenschaft), der ersten akademischen Fachzeitschrift für Völkerrecht.

## Auszeichnungen
Ernest Nys gehörte ab 1892 dem Institut de Droit international an. 1899 nahmen ihn die Königliche Akademie von Belgien und die bulgarische Akademie der Wissenschaften auf. 1913 wurde er zum korrespondierenden Mitglied der British Academy gewählt. Zudem wurde er für seinen Einsatz für die internationale Schiedsgerichtsbarkeit in allen Jahren von 1906 bis 1916 sowie 1919 für den Friedensnobelpreis nominiert. Die Universitäten Oxford, Edinburgh und Glasgow verliehen ihm die Ehrendoktorwürde. Von der Amerikanischen Gesellschaft für internationales Recht wurde er 1911 zum Ehrenmitglied ernannt.

## Schriften (Auswahl)
- Les origins du droit international. Brüssel und Paris 1894
- Les théories politiques et le droit international en France jusqu’au XVIIIº siècle. Paris 1899
- The Independent State of the Congo and International Law. Brüssel 1903
- Idées modernes: droit international et franc-maçonnerie. Brüssel 1908